# 230648 Zikmund
230648 Zikmund è un asteroide della fascia principale. Scoperto nel 2003, presenta un'orbita caratterizzata da un semiasse maggiore pari a 2,7851897 UA e da un'eccentricità di 0,1083292, inclinata di 3,78164° rispetto all'eclittica.